# Escuderia Girona
L'Escuderia Girona fou una entitat esportiva amb seu a la ciutat de Girona dedicada a l'automobilisme que tingué activitat entre 1966 i la dècada de 1990. El seu primer president fou Jaume Font, succeït per Xavier Olzina i aquest per Paco Gutiérrez, qui mantingué el càrrec fins a l'època en què l'activitat de l'escuderia minvà. L'entitat impulsà curses com el I Recorrido Incógnita (1967) i el Ral·li Empordà, però sobretot curses d'autocròs entre 1975 i 1979 al circuit de Les Planes (Garrotxa), entre les quals la primera prova puntuable per al Campionat d'Europa de l'especialitat feta a Espanya. També organitzà proves de ral·licròs al mateix circuit, les quals arribaren a puntuar també per al Campionat d'Europa durant dos anys (1986-1987).